# Claudius Barriot
Pour les articles homonymes, voir Barriot.
Claudius Barriot, né Claude Barriot à Vaise le 9 novembre 1846 et mort à Lyon dans le 3e arrondissement le 4 avril 1908, est un peintre portraitiste français.

## Biographie

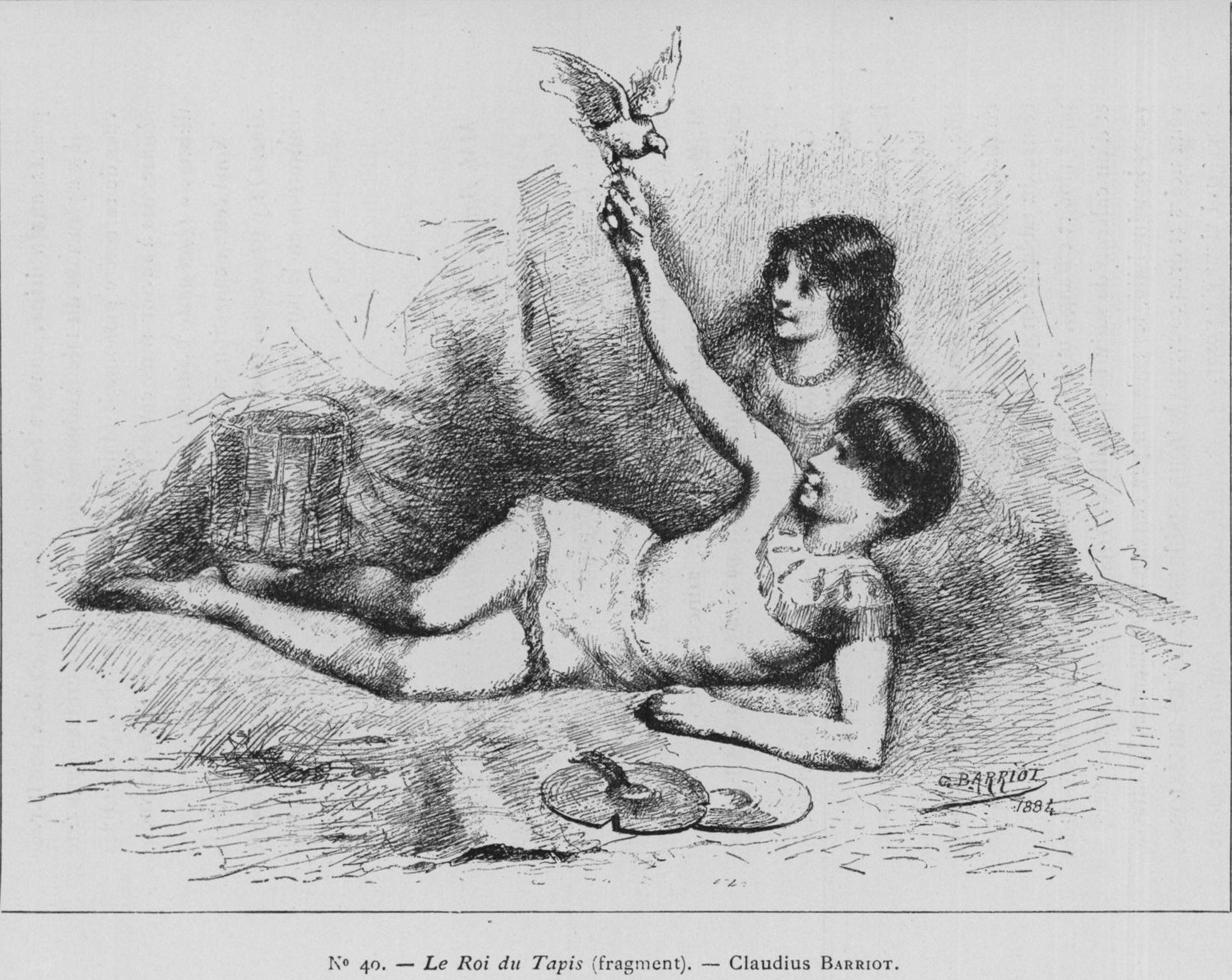
Le Roi du tapis, par Claudius Barriot, en 1884.

### Jeunesse et étude
Claude Barriot est élève aux Beaux Arts de Lyon et aux Beaux Arts de Paris où il est notamment l'élève de Gleyre, Gérôme et J. Lefebvre. Il prend alors le prénom Claudius qu'il officialisera par la suite.

### Vie de famille
Il est le fils de Jean Pierre Barriot, architecte paysagiste, chevalier de l’ordre de la couronne d’Italie. Il a une fille, Judith Barriot à qui il apprit la peinture.

### Vie professionnelle
Il a exercé pendant 33 ans le métier de professeur, il enseignait au collège Notre-Dame de Mongré à Villefranche-sur-Saône. Il était considéré selon des critiques de son temps comme un artiste intègre et dévoué, échappant aux cénacles, indifférent à la louange comme à l’anathème. C’est un professeur de grand renom et ses ateliers animés à Villefranche-sur-Saône se révélaient être très populaires au sein des familles.

### Carrière de peintre
À la suite de ses études à Paris, il fait ses débuts au Salon des Refusés de 1863 avec un portrait de lui-même et une étude de tête (dessin), revient se fixer à Lyon et commence à exposer en 1865. À Lyon et à Paris depuis 1888, il expose des portraits à l'huile et au pastel. Il peint des figures en plein air, des paysages, des scènes de pleins airs et des motifs pris sur les rivages des lacs d’Italie du Nord, de Suisse et Midi de la France ainsi que des marines. Ses envois aux divers salons furent toujours remarqués. C'est un peintre très populaire aux yeux du public et l'un des talents les plus sympathiques. C'était un personnage gai et franc, doté d'une grande culture.
En 1892, il organise un salon et une exposition avec Armand Auguste Balouzet.
Il a peint des décorations : au Cercle International de Vichy vers 1884, (La Danse, Les Jeux Olympiques) ; dans les églises de Sainte Euphémie (Ain 1899) et de Saint Pierre de Vaise à Lyon (1900-1901).
Claudius Barriot a également participé aux décorations intérieures du couvent des Carmes déchaussés de Lyon en 1867, l'église Sainte-Euphémie de Sainte-Euphémie, l'église Saint-Pierre de Vaise, l'église de Limas et la crypte Saint-Pothin à l'Antiquaille et des mosaïques de la crypte de l'église de Saint Nizier de Lyon (1904-1905). 
Il a laissé des aquarelles, des fusains et des dessins au crayon. Il dessine en effet beaucoup au fusain et à l'aquarelle, des croquis, des esquisses pris sur le vif dans lesquels on note un certain modernisme.
Il a beaucoup peint des paysages à Étretat. Il a également fait plusieurs portraits pour des Anglais de haut rang. Certains de ses tableaux sont d'ailleurs en Angleterre et dans les musées, ce qui lui permettait d'arrondir son budget et d'élever ses cinq enfants.
Il est certain que seules des recherches assidues et une publicité permettraient de récolter tout l’ensemble d’une œuvre, qui parait-il s’élève a environ 300 œuvres.

### Œuvres
- Le Roi du tapis (Lyon, 1884)
- Faneuse (Paris, 1888)
- Aux Champs (Paris, 1891)
- Sous le poirier (Paris 1891)
- En Silence, doucement sur les flôts clapoteux (Paris 1899)
- Joueurs de dominos en Normandie (Paris 1906)

### Fin de vie
Le peintre décède d'une opération rendue nécessaire par une douloureuse maladie à l'Hôpital Saint-Joseph, le 4 avril 1908. Claudius Barriot est enterré dans le village de Pougny, dans l'Ain.